# Aeropuerto Central de Mobile
El Complejo Brookley (IATA: BFM, OACI: KBFM, FAA LID: BFM), también conocido como el Aeropuerto Central de Mobile y como Aeródromo Brookley, es un complejo industrial y aeropuerto ubicado a 5 kilómetros al sur de Mobile, una ciudad en el estado de Alabama, Estados Unidos. Es propiedad de la autoridad de aeropuertos de Mobile.
Según la FAA está categorizado como aeropuerto relevante. El aeropuerto tiene una torre de control y cuenta con dos pistas. Dispone de diversas aproximaciones instrumentales a todas las pistas, incluyendo VORTAC e ILS. El complejo está servido las 24 horas del día por Downtown Air Center.

## Historia
Durante la Segunda Guerra Mundial, Brookley Army Air Field se convirtió en la principal base de apoyo logístico del ejército de Estados Unidos. En ese momento había un centro de modificación y reparación de varios aviones militares, incluyendo el B-29 Superfortress y el P-51 Mustang, y empleaba a 17.000 civiles, 7.500 de los cuales eran mujeres. Tras la Segunda Guerra Mundial y la creación de la USAF, la instalación se convirtió en Brookley Air Force Base. En 1962, El comando de Material Aéreo fue rebautizado como Comando Logístico de la Fuerza Aérea (AFLC).
Posteriormente fue clausurada y devuelta a la Ciudad de Mobile en 1969. Más tarde, la ciudad se lo transfirió a la Dirección de Aeropuertos de Mobile y pasó a ser conocido como Aeropuerto Central de Mobile. La Dirección de Aeropuertos de Mobile es autónoma y no es parte de la ciudad o el Condado de Mobile.

## Instalaciones y servicios
Brookley es el mayor complejo industrial y de transporte de la región con más de cien compañías y 4.000 empleados en 750 hectáreas.
En los doce meses previos al 31 de enero de 2006, el aeropuerto tuvo 84.484 operaciones, una media de 231 al día: 57% militar, 34% aviación general, 6% ejecutivo y 2% comercial regular. Hay cincuenta aeronaves con base en el aeropuerto: 80% monomotor, 4% multi-motor, 10% reactores y 6% helicópteros.

### Base de mantenimiento y carga
El complejo Brookley es una instalación de mantenimiento de FedEx Express, US Airways, y United Airlines. FedEx Express también usa el complejo para efectuar tres vuelos diarios de carga desde Memphis, Tennessee. UPS Airlines tiene un vuelo diario de carga desde Louisville, Kentucky. El complejo es así mismo utilizado por ABX Air (DHL).

### Expansión
Airbus Norte América seleccionó el aeropuerto para ubicar su instalación de ingeniería que fue abierta en 2007. El 29 de febrero de 2008, la USAF anunció que la unión de empresas Northrop Grumman y EADS (compañía matriz de Airbus) había ganado el contrato para construir los KC-45 de reportaje en vuelo y reemplazar a los Boeing KC-135 Stratotanker. El contrato tenía un valor aproximado de 40.000 millones de dólares con 179 aeronaves a entregar en los próximos diez a quince años. La construcción de estas aeronaves tendría lugar en Brookley. El contrato fue cancelado más tarde, dejando sin sustituto al actual repostador en vuelo. EADS también anunció su intención de mover su planta de ensamblaje del A330-200F de Francia a Mobile.

## Aerolíneas y destinos

### Carga
| Aerolíneas    | Destinos            |
| ------------- | ------------------- |
| Amazon Air    | Fort Worth/Alliance |
| FedEx Express | Memphis             |